# Trond Andersen
Trond Andersen (født 6. januar 1975) er en tidligere norsk fodboldsspiller, som forsvarsspiller, der spillede for blandt andet Brøndby IF og AaB i Danmark. Han kunne spille alle pladser i den bagerste kæde, og også gøre sig gældende på den defensive midtbane.